# Home Children
Home Children («домашние дети») — термин, которым обозначают систему детской миграции (депортации), основанную Анни Макферсон в 1869 году, в рамках которой более 100 000 детей было принудительно отправлено из Великобритании в Австралию, Канаду, Новую Зеландию и Южную Африку, где они использовались в качестве рабов и подвергались физическому и сексуальному насилию. Изначально в рамках этой системы в британские колонии отправлялись только дети-бродяги, однако впоследствии в колонии стали отправлять детей из бедных семей на основании решения суда. Также действовала нелегальная система похищения детей. Кроме того, детей обманывали, обещая им «райскую жизнь» в колониях. Эта система прекратила свою работу только в 1970-х годах.
Австралия принесла официальные извинения за вовлечённость в детскую миграцию в феврале 2010 года (премьер-министр Великобритании Гордон Браун извинился перед семьями пострадавших детей). 16 ноября 2009 года канадский министр по иммиграционным вопросам Джейсон Кенни сообщил о том, что Канада не будет извиняться перед вынужденными мигрантами.

## История
Практика отсылки сирот в колонии для уменьшения нехватки рабочих рук началась в 1618 году с отправки 100 беспризорных детей в Виргинию. Отсутствие работников подстрекало похищения детей и насильственную миграцию в Америку, в основном из Шотландии. Это продолжалось до 1757 года, когда данная практика была разоблачена в судебном разбирательстве с Абердинским дельцом и местными властями.
Основанное в Лондоне в 1830 году общество «Друг детей» занималось миграцией с 1832 года: тогда в Капскую колонию отплыла первая партия детей. Годом позже детей отправили в австралийскую колонию Суон-Ривер, а в августе 1833 года 230 детей послали в Торонто и Нью-Брансуик.
Главными первопроходцами детской миграции в XIX веке были шотландки-евангелички Анни Макферсон и её сестра Луиза Бёрт, а также жительница Лондона Мария Рай. Работая с бедными детьми в Лондоне в конце 1860-х годов, Макферсон была ошеломлена детским рабством на производстве спичечных коробков, после чего решила посвятить свою жизнь этим детям. В 1870 году она приобрела большую фабрику и превратила её в «Промышленный дом», где работали, получали еду и образование малообеспеченные дети. Позже она пришла к заключению, что лучшим вариантом для них будет отправиться в страну больших возможностей, и основала фонд помощи миграции. За первый год работы фонда 500 детей, обученных в лондонских детских домах, отправились в Канаду. Макферсон открыла распределительные центры в канадских городах Бельвиль и Галт (Онтарио), убедив свою сестру Луизу открыть третий в Лак-Броме, в 112 км от Монреаля. Это положило начало массовой отправки детей, целью которой было помочь 14 000 британских нуждающихся детей найти работу и кров.
Детская миграция в Канаду
Внимание правительства доминиона было привлечено к тому факту, что отправляемые из Англии в Канаду дети являются уличным бродягами и бедняками из работных домов, а также к тому, что профессиональные филантропы, вовлечённые в данный вид деятельности, зачастую руководствуются меркантильными, а не благотворительными мотивами. В парламент будет подан запрос на расследование данной ситуации перед предоставлением любой денежной суммы на цели иммиграции.
Мария Рай также работала с бедняками в Лондоне и прибыла в Онтарио с 68 детьми (50 из них было из Ливерпуля) за несколько месяцев до Макферсон по благословению Архиепископа Кентерберийского и газеты The Times. Рай, размещавшая эмигранток в Канаде с 1867 года, открыла свой детский дом в Ниагара-он-те-Лейк в 1869 году и к концу века разместила около 5000 детей, в основном девочек, в Онтарио.
Эмиграционные схемы также удостаивались критики и слухов о плохом обращении с детьми со стороны работодателей, а также об обогащении начинателей данной практики, особенно Марии Рай. В 1874 году Лондонский совет попечителей решил отправить для осмотра канадских детских домов некоего Эндрю Дойла. Отчёт Дойла содержал похвалу женщин и работников домов, особенно Макферсон, говоря, что они вдохновлены лучшими побуждениями, однако почти всё остальное подверг порицанию. Там говорилось, что смешение детей с фабрик, у которых была по большей части хорошая репутация, и детей с улиц, которых Дойл счёл ворами, наивно и вызовет в Канаде лишь проблемы. Он также критически отзывался о проверках после расселения детей, коих в случае Рай почти не осуществлялось, и сообщил следующее:

По вине безответственности мисс Рай и недостатка ресурсов мисс Макферсон тысячи британских детей, уже и без того бывших в тягостном положении, брошены к поселенцам на произвол судьбы, тяжёлую работу или плохое обращение; переселенцы обычно честны, но зачастую крайне строги.

Палата общин Канады создала особый комитет для проверки выводов Дойла, и, несмотря на полемику, которую они вызвали в Британии, схемы миграции продолжили существовать с некоторыми изменениями, а также были распространены на другие части Британской Империи.
В 1909 году Кингсли Фэйрбридж основал «Общество продвижения детской миграции в колонии» (англ. Society for the Furtherance of Child Emigration to the Colonies), позже объединённое с Обществом детской миграции. Задачей общества, позже ставшего называться Фондом Фэйрбриджа, стало давать образование сиротам и безнадзорным детям, а затем обучать фермерству в сельскохозяйственных учебных заведениях по всей Британской империи. В 1912 году Фэйрбридж эмигрировал в Австралию, где его идеи получили поддержку. Согласно отчёту фонда по детской миграции канадской Палаты общин, около 150 000 детей было отослано за 350 лет (с 1618 года), этот процесс закончился лишь в конце 1960-х годов". Современники считали, что все дети-мигранты были сиротами, но позже стало известно о том, что у большинства были в живых родители, иногда не имевшие никакого представления о судьбе своих детей после того, как тех отправили в детские учреждения, а иногда убеждённые в том, что их детей усыновили где-то в Британии.
Детская миграция не проводилась в годы Великой депрессии (1930-е), однако полностью не прекратилась до 1970-х годов.
Так как детей увозили из Британии, многим из них солгали, сказав, что их родители умерли, а в конечной точке их ждёт лучшая жизнь.

## Обличение и извинения
В 1987 году британская социальная работница Маргарет Хамфриз провела расследование, которое привело к обличению схемы детской миграции и основанию Фонда детей-мигрантов (англ. Child Migrants Trust), целью которого является воссоединение детей и родителей. Окончательно схема стала известна лишь в 1998 году, благодаря парламентскому запросу из Великобритании, который помог обнаружить, что многие отправленные в колонии дети были предметом систематического жестокого обращения в австралийских, новозеландских и других религиозных детских учреждениях.
В 1998 году Особый комитет при парламенте Великобритании начал расследование схем детской миграции и опубликовал отчёт в августе. В этом отчёте, помимо общей критики данного явления, отдельно была осуждена Римская католическая Конгрегация христианских братьев Западной Австралии и Квинсленда, в учреждениях которой дети, по сообщениям потерпевших, подвергались насилию. Законодательное собрание Западной Австралии 13 августа 1998 года выпустило заявление, в котором приносило извинения бывшим детям-мигрантам.
В 1994 году Хамфриз опубликовала книгу о своём исследовании, названную «Пустые колыбельки» (англ. Empty Cradles). В 2010 году книга была экранизирована под названием Oranges and Sunshine.

### Австралия
В Австралии дети-мигранты являются частью группы «забытых австралийцев» — этим словосочетанием обозначают 500 000 детей, отправленных в детские дома, приюты или другие учреждения до начала 1990-х годов. «Детьми-мигрантами» (англ. Child Migrants) называют 7000 детей, отправленных в Австралию по программам детской миграции. Их усыновляли или отправляли в сиротские приюты, детские дома, где многие из них были подвергнуты халатности и жестокому обращению.
По настоянию организации «Care Leavers Australia Network» в августе 2001 года Комитет по связям с общественностью опубликовал отчёт «англ. Lost Innocents: Righting the Record — Report on child migration», а в августе 2004 года — «англ. Forgotten Australians». В обоих публикациях содержалось некоторое количество рекомендаций, одна из которых заключалась в принесении официальных извинений. Премьер-министр Австралии Кевин Радд извинился от лица австралийского правительства 16 ноября 2009 года. На 2009 год количество детей-мигрантов, живущих в Австралии, оценивалось в 7000 человек. Правительство опросило около 400 британских детей-мигрантов для выяснения оптимального способа принесения извинений. Австралийская католическая церковь в 2001 году публично извинилась перед британскими и мальтийскими детьми-мигрантами за жестокое обращение, включавшее порки, сексуальное насилие и рабское положение в религиозных учреждениях. Австралийское правительство выделило деньги для пополнения фонда, основанного британским правительством для того, чтобы спонсировать детей-мигрантов, желавших посетить своих родителей в Великобритании.

### Канада
После извинений австралийского правительства канадский министр по делам иммиграции Джейсон Кенни сообщил следующее:

Канаде нет нужды извиняться за жестокое обращение и эксплуатацию тысяч бедных детей, отправленных сюда из Британии начиная с XIX века… здесь это не было повесткой дня, в отличие от долговременного интереса в Австралии. Жизнь такова, что мы в Канаде принимаем меры для признания тех печальных времён, но, как мне представляется, здесь мало кто ждёт официальных извинений за то, что когда-либо, к сожалению, было трагической историей страны.
Оригинальный текст (англ.)There's no need for Canada to apologise for abuse and exploitation suffered by thousands of poor children shipped here from Britain starting in the nineteenth century ... the issue has not been on the radar screen here, unlike Australia where there's been a long-standing interest. The reality is that, here in Canada, we are taking measures to recognise that sad period, but there is, I think, limited public interest in official government apologies for everything that's ever been unfortunate or [a] tragic event in our history.
— Anon. No apology for 'home children'. TheSpec.com. Metroland Media Group Ltd (17 ноября 2009). Дата обращения: 29 ноября 2009. Архивировано 19 марта 2012 года.
Канада провозгласила 2010 год «годом британского home child» и 1 сентября 2010 года Почта Канады выпустила памятную марку в честь детей, отправленных в Канаду. В Онтарио с 2011 года 28 сентября является днём «британского home child».

### Великобритания
В среду 23 февраля 2010 году Гордон Браун, премьер-министр Великобритании, выразил официальные извинения за «постыдную» программу переселения детей и объявил о создании фонда на шесть миллионов фунтов стерлингов, призванный компенсировать семьи, «обманутые» данной программой.

### Фильмы
- Heaven on Earth (1987) — канадский фильм, основанный на реальных событиях, посвящённый судьбе 125 000 валлийских детей, отправленных в Канаду
- The Leaving of Liverpool (1992) — австралийский фильм, посвящённый детям, отправленным из Великобритании в Австралию после Второй мировой войны
- Oranges and Sunshine (2010) — британско-австралийский фильм, основанный на истории Маргарет Хамфриз.